# Đại Quan, An Khánh
Đại Quan (chữ Hán giản thể: 大观区, Hán Việt: Đại Quan khu) là một quận của địa cấp thị An Khánh, tỉnh An Huy, Cộng hòa Nhân dân Trung Hoa. Quận Đại Quan có diện tích 12 km², dân số 190.000 người, mã số bưu chính 246004. Về mặt hành chính, quận Đại Quan được chia ra làm 7 nhai đạo biện sự xứ: Long Sơn Lộ, Ngọc Lâm Lộ, Đức Khoan Lộ, Tập Hiền Lộ, Lăng Hồ, Cao Hoa Đình, Tứ Phương Thành và 1 trấn Hải Khẩu với 1 hương Sơn Khẩu.